# Union pour la République (Sénégal)
L'Union pour la République (UPR) est un parti politique sénégalais, dirigé par Doudou Ndoye, avocat et ancien ministre.

## Histoire
Le parti existe depuis 2000.
Aux élections législatives de 2001, l'UPR a recueilli 4 841 voix, soit 0,25 %, mais n'a obtenu aucun siège à l'Assemblée nationale.
Lors de l'élection présidentielle de 2007, son candidat, Doudou Ndoye, a recueilli 9 918 voix, soit 0,29 %. Il se plaçait ainsi en 12e position sur 15 candidats.

## Orientation
C'était un parti de l'opposition modéré, mais Doudou Ndoye s'est rapproché du président Abdoulaye Wade.

## Symboles
Ses couleurs sont le vert et le blanc. Son emblème est constitué d'un carré découpé en bandes verticales vertes et blanches avec un cercle blanc en son centre.

## Organisation
Son siège se trouve à Dakar.